# Bickhardt Bau
Die Bickhardt Bau SE ist ein Bauunternehmen mit Sitz in Kirchheim (Hessen).

## Niederlassungen  und Beteiligungen
Neben Niederlassungen in Dipperz (Fulda), Meerane, Sangerhausen, Frankfurt/Main, Neustadt in Holstein, Schwarzenbruck, Mainz, Büren und Kollig gehören zu Bickhardt Bau unter anderen folgende Tochterunternehmen:
- Bickhardt Bau Thüringen, Schwabhausen
- Bickhardt Bau Projektentwicklung, Kirchheim
- Mitteldeutsche Hartstein-, Kies- und Mischwerke, Naumburg
- Bickhardt Bau Polska, Siechnice
- Bauunion Wandersleben, Drei Gleichen
- Naumburger Bauunion, Görschen
- ABA Asphalt– und Brückenabdichtungsgesellschaft, Bad Hersfeld
- Asphaltbau Bürstadt Armbruster, Bürstadt
- Hartung Bau, Ingenieur-, Tief- und Straßenbau, Fulda-Kämmerzell

Beteiligungsgesellschaften:
- Thüringer Straßenwartungs- und Instandsetzungsgesellschaft
- Gebrüder Plannerer, Schwarzenbruck
- Friedrich Richter Unternehmensgruppe, Kassel
- Aust EKS Bau, Schlossvippach

## Projekte (Auswahl)
- Sachsenring, Umbau (2000/2001)[2]
- Hockenheimring, Umbau (2001)[2]

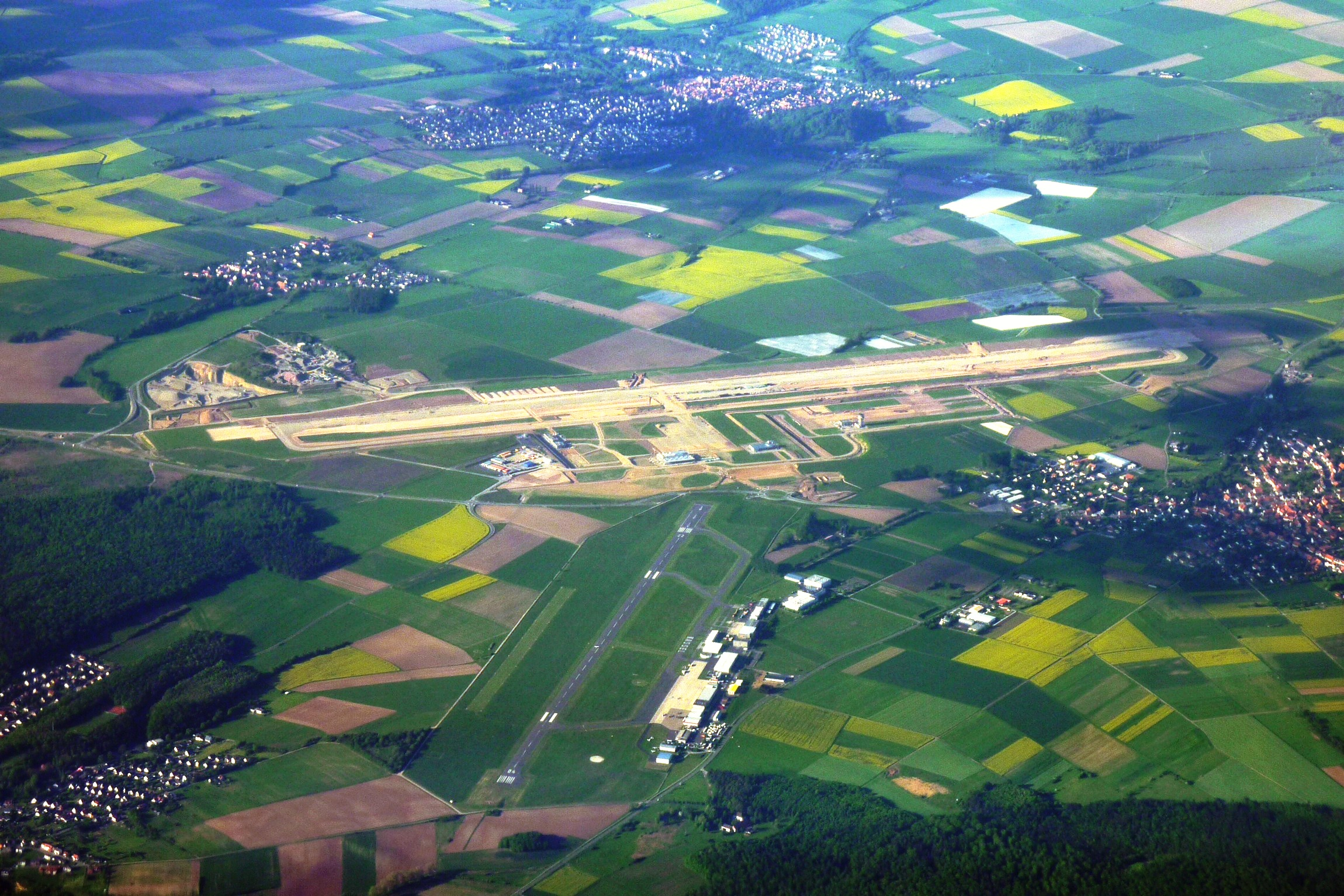
Bauarbeiten am Flughafen Kassel-Calden

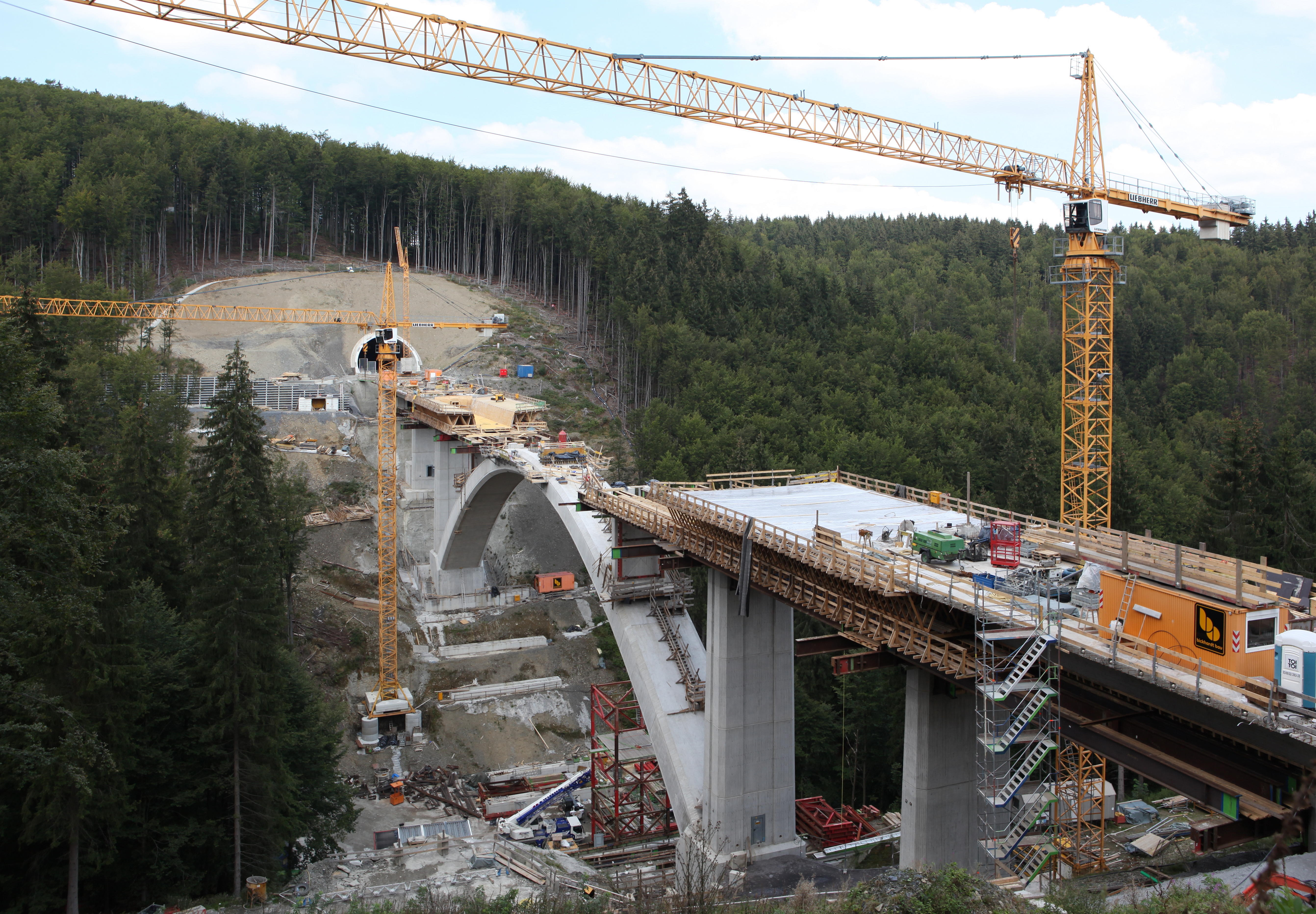
Baustelle Rehtalbrücke bei Goldisthal

- Einfahr- und Prüfstrecke Porsche Werk Leipzig (2001)
- Talsperre Leibis-Lichte (2002–2005)[3]
- Bahrain International Circuit in Bahrain (2004)[4]
- Shanghai International Circuit in der Volksrepublik China (2004)[5]
- Yas Marina Circuit in Abu Dhabi (Vereinigte Arabische Emirate) (2007–2009)
- Neuer Schlüchterner Tunnel (2007–2011)
- Tunnel Neuhof (2008–2014)[6]
- Grubentalbrücke (2009–2013)[7]
- Autobahndreieck Südharz (2009–2013)[8]
- Tunnel Silberberg, (2009–2014)
- Dunkeltalbrücke (2010–2013)[7]
- Rehtalbrücke (2011–2013)[7]
- Flughafen Kassel-Calden (2011–2013)[9]
- Autobahndreieck Erlenbruch (2014–2021)
- Cottbuser Ostsee, Erdbau (2017–2019)[10]
- Hochmoselbrücke, Gussasphalt (2019)
- Talbrücke Rahmede, Neubau (2023–2027) in Arbeitsgemeinschaft mit dem Ingenieurbau-Partner HABAU Hoch- und Tiefbaugesellschaft und dem Stahlbauunternehmen MCE für die Erd-, Tief-  und Straßenbauarbeiten[11][12]